# Osborn (Missouri)
Osborn – miasto w Stanach Zjednoczonych, w stanie Missouri, w hrabstwie DeKalb.